# Johannes Heinrich Mordtmann
Johannes Heinrich Mordtmann (* 11. September 1852 in Konstantinopel, Osmanisches Reich; † 3. Juli 1932 in Berlin) war ein deutscher Diplomat und Orientalist.

## Leben
Johann Heinrich Mordtmann wurde als Sohn des damaligen Konsuls der Hansestädte im Osmanischen Reich und Orientalisten Andreas David Mordtmann (1811–1879) im vorwiegend von Ausländern bewohnten Pera geboren und lernte bereits in seiner Jugend Türkisch. Von 1861 bis 1871 besuchte er in Hamburg die Gelehrtenschule des Johanneums und ging danach zum Studium der Klassischen Philologie an die Universität Bonn, wo er sich mit der Zeit der Orientalistik zuwandte. In Leipzig besuchte er bei Heinrich Leberecht Fleischer Vorlesungen in Arabistik. Anschließend studierte er an der Universität Berlin, wo er 1874 mit einer epigraphischen Arbeit zu antiken Inschriften aus Ancyra promoviert wurde.
Im Dezember 1875 trat er in den Dienst des Auswärtigen Amtes im Osmanischen Reich als Dragoman an der Botschaft in Konstantinopel ein. 1887 wurde er Konsul in Thessaloniki, 1902 Konsul in Smyrna, seit 1904 war er dort Generalkonsul. 1910 trat er in den Ruhestand uns lebte in Konstantinopel, wo er sich seinen wissenschaftlichen Studien widmete. Von 1916 bis 1918 unterrichtete er als Professor für „Methodologie der Geschichte“ an der Dârülfünûn in Konstantinopel.
Während des Ersten Weltkriegs wurde Mordtmann reaktiviert und von 1914 bis 1918 kommissarisch in der Deutschen Botschaft in Konstantinopel eingesetzt. Dabei machte Mordtmann 1915 die Regierung des Deutschen Reiches auf den Völkermord an den Armeniern aufmerksam, nachdem ihm der osmanische Innenminister Talât Pascha gesagt hatte, dass die damals durchgeführten Handlungen der „Vernichtung des armenischen Volkes“ dienten.
Nach dem Ende des Krieges musst Mordtmann seine Heimatstadt wie allen Deutschen am 20. Dezember 1918 verlassen. Er lebte in Schaffhausen in der Schweiz, wo er von Februar 1920 bis Mai 1921 die Passstelle Schaffhausen leitete, in Innsbruck, wo er vorübergehend als Honorarprofessor lehrte, und kurz in Würzburg. Er ließ sich in Berlin nieder, wo er am Seminar für Orientalische Sprachen über islamische Denkmäler („Realien der Islamkunde“) las.
In 1. Ehe heiratete er Caecilie, geb. Battig, aus dieser Ehe ging die Tochter Hilde Mordtmann hervor. In zweiter Ehe heiratete er 1929 Emma, geb. Mix († 1932).

## Wissenschaftliches Werk
Mordtmann beschäftigte sich neben seinen dienstlichen Aufgaben als Diplomat schon seit seiner Jugend mit wissenschaftlichen Arbeiten, dabei kam ihm seine durch den Vater begründete Sprachbegabung zur Hilfe. Anfangs beschäftige er sich vorrangig mit der Inschriftenkunde, er edierte griechische, byzantinische und himjarische Inschriften. Ab 1910 waren es dann vorwiegend osmanische Themen, die er behandelte, in seinen späten Jahren altsüdarabische Inschriften.
Aufgrund seiner Vertrautheit mit dem Osmanischen Reich konnte er kompetent zu Fragen der Geschichte, Literatur, Sprache und der Gegenwart Stellung nehmen. Er gilt durch diese Fachkenntnisse und seine wissenschaftlichen Beiträge als einer der Begründer des Fachs Osmanistik.
Seine bedeutende Bibliothek wurde 1932 von der Staats- und Universitätsbibliothek Hamburg erworben. Sein Nachlass befindet sich in Staats- und Universitätsbibliothek Hamburg und in der Bayerischen Staatsbibliothek in München.

## Ehrungen und Mitgliedschaften
- 1872 korrespondierendes Mitglied der Griechischen philologischen Gesellschaft in Konstantinopel.
- 1917 Ehrenprofessor der Freien und Hansestadt Hamburg
- korrespondierendes Mitglied der Deutschen Morgenländischen Gesellschaft
- korrespondierendes Mitglied des Archäologischen Instituts des Deutschen Reiches

## Veröffentlichungen (Auswahl)
- Marmora Ancyrana. Dissertation Berlin 1874 (S. 40 Lebenslauf; Digitalisat).
- mit David Heinrich Müller: Sabäische Denkmäler. Wien 1883 (Digitalisat).
- Griechische Inschriften aus dem Hauran. In: Archäologisch-epigraphische Mitteilungen aus Österreich-Ungarn 8, 1884, S. 180–192 (Digitalisat).
- Himjarische Inschriften und Alterthümer in den königlichen Museen zu Berlin. Speemann, Berlin 1893 (Digitalisat).
- Beiträge zur ninäischen Epigraphik (= Semitistische Studien Heft 12). Felber, Weimar 1897 (Digitalisat).
- Palmyrenisches. In: Mitteilungen der Vorderasiatischen Gesellschaft 4, 1899, S. 1–50 (Digitalisat).
- Die Kapitulation von Konstantinopel im Jahre 1453. In: Byzantinische Zeitschrift 21, 1912, S. 129–144 (Digitalisat).
- Türkischer Lehensbrief aus dem Jahre 1682. In: Zeitschrift der Deutschen Morgenländischen Gesellschaft 68, 1914, S. 129–141 (Digitalisat).
- Zur Kapitulation von Buda im Jahre 1526 (= Mitteilungen des Ungarischen Wissenschaftlichen Instituts in Konstantinopel Heft 3). Budapest/Konstantinopel 1918.
- Zwei osmanische Paßbriefe aus dem 16. Jahrhundert. In: Mitteilungen zur Osmanischen Geschichte 1, 1922, S. 177–202.
- Suheil und Nevbehâr. Romantisches Gedicht des Mesʿûd b. Aḥmed (8. Jhdt. d. H.). Nach der einzig erhaltenen Handschrift in der Preuß. Staatsbibliothek. Mit einem Geleitwort von J. H. Mordtmann (= Quellenwerke des islamischen Schrifttums. Band 1). Orient-Buchhandlung Heinz Lafaire, Hannover 1925 (Digitalisat).
- Sunnitisch-schiitische Polemik im 17. Jahrhundert. In: Mitteilungen des Seminars für Orientalische Sprachen, 2. Abt., Westasiatische Studien, 29, 1926, S. 1–38.
- Deutsche Professoren an der Universität Istanbul. In: Franz Schmidt, Otto Boelitz (Hrsg.): Aus deutscher Bildungsarbeit im Auslande. Band 2. Langensalza 1928, S. 75–78.
- Zur Lebensgeschichte des Kemal Reîs. In: Mitteilungen des Seminars für Orientalische Sprachen, 2. Abt. Westasiatische Sprachen 32, 1929, S. 39–49. 231–232.
- mit Eugen Mittwoch: Rathjens – v. Wissmannsche Südarabien-Reise. Band 1: Sabäische Inschriften (= Abhandlungen aus dem Gebiet der Auslandkunde Band 36, Reihe B, Völkerkunde, Kulturgeschichte und Sprachen Band 17). Friederichsen, de Gruyter & Co., Hamburg 1931.
- mit Eugen Mittwoch: Himjarische Inschriften in den staatlichen Museen zu Berlin (= Mitteilungen der Vorderasiatisch-Ägyptischen Gesellschaft Band 37, 1). Hinrichs, Leipzig 1932 (Digitalisat).
- mit Eugen Mittwoch: Altsüdarabische Inschriften. In: Orientalia 1, 1932, S. 24–33. 116–128. 257–273; 2, 1933, S. 50–60.